# Fuaim
| Recensione | Giudizio |
| ---------- | -------- |
| AllMusic   |          |

Fuaim ("suono" in lingua irlandese, pronunciato fùum) è il quinto album registrato in studio dalla band irlandese dei Clannad, pubblicato nel 1982.
La formazione è a sei elementi ed è il primo album in cui vengono introdotti sintetizzatori e chitarre elettriche, iniziando il processo di ibridazione musicale che porterà nei lavori successivi i Clannad ad emanciparsi dal repertorio strettamente folk.

## Tracce
Lato A
1. Na Buachaillí Álainn – 2:55 (Ciarán O Braonáin, Pól Ó Braonáin)
2. Mheall Sí Lena Glórthaí Mé – 4:16 (Ciarán O Braonáin, Pól Ó Braonáin)
3. Bruach Na Carriage Báine – 2:35 (Tradizionale, arrangiamento Clannad)
4. Lá Breá Fán Dtuath – 0:45 (Ciarán O Braonáin)
5. An tÚll – 3:05 (Ciarán O Braonáin, Pól Ó Braonáin, Cop. Con.)
6. Strayed Away – 2:43 (Thom Moore)

Durata totale: 16:19
Lato B
1. Ní Lá Na Gaoithe Lá Na Scoilb? – 6:11 (Ciarán O Braonáin, Pól Ó Braonáin)
2. Lish Young Buy-A-Broom – 3:27 (Copyright Control)
3. Mhórag 'S Na Horo Gheallaidh – 1:40 (Ciarán O Braonáin, Pól Ó Braonáin)
4. The Green Fields of Gaothdobhair – 4:07 (Ciarán O Braonáin, Pól Ó Braonáin)
5. Buireadh An Phósta – 2:52 (Ciarán O Braonáin, Pól Ó Braonáin)

Durata totale: 18:17

## Formazione
- Máire Ní Bhraonáin - arpa, voce
- Eithne Ní Bhraonáin - tastiere, voce
- Ciarán O Braonáin - contrabbasso, chitarra, sintetizzatore, pianoforte, mandolino, voce
- Pól Ó Braonáin - flauto, chitarra, tin whistle, voce
- Noel Ó Dúgain - chitarra, voce
- Pádraig Ó Dúgain - mandola, armonica (mouth organ), voce

Ospiti
- Neil Buckley - clarinetto, sassofono soprano, sassofono alto
- Noel Bridgeman - percussioni
- Pat O'Farrell - chitarra elettrica

Note aggiuntive
- Nicky Ryan - produttore
- Registrazioni effettuate al Windmill Lane Studios di Dublino, Irlanda
- Brian Masterson - ingegnere della registrazione
- Pearse Dunne - assistente ingegnere della registrazione[2]